# Rômulo (filho de Antêmio)
Rômulo (f. 469—479) foi um membro da Dinastia Teodosiana, filho de Antêmio, o imperador romano do ocidente entre 467 e 472, e de Márcia Eufêmia. Seus irmãos eram Antemíolo, Marciano e Procópio Antêmio, e sua irmão foi Alípia. Ele foi um membro da Dinastia Teodosiana, pois o seu avô materno, o imperador do oriente Marciano, havia se casado com Élia Pulquéria, neta de Teodósio I.

## História
Em 479, Rômulo e seu irmão Marciano e Procópio se rebelaram contra o novo imperador do oriente, Zenão. Eles pediram ajuda do general ostrogodo Teodorico Estrabão, em seguida, reuniram-se com suas tropas em Constantinopla, composta por cidadãos e estrangeiros na casa de Cesário, no sul do Fórum de Teodósio, e de lá eles marcharam ao mesmo tempo, pelo palácio imperial e sobre a casa de Illo, um general isauro aliado de Zenão. O imperador quase foi tombado nas mãos dos rebeldes, que, durante o dia, esmagaram as tropas imperiais que foram atingidas também pelos cidadãos nos telhados de suas casas. Durante a noite, porém, Illo conseguiu mover uma unidade de isáurios em Constantinopla cujo quartel era próximo de Calcedônia, corrompendo os soldados de Marciano, permitindo que Zenão fugisse. Na manha seguinte, Rômulo e seus irmãos, compreendendo que sua situação era desesperada e que os reforços de Teodorico Estrabão não chegariam a tempo, se refugiaram na Igreja dos Santos Apóstolos, mas foram presos.
Eles foram enviados para Cesareia e, com a ajuda de alguns monges, tentaram fugir, mas Marciano falhou, enquanto Rômulo e Procópio conseguiram chegar em Roma

## Nota
- Este artigo foi inicialmente traduzido, total ou parcialmente, do artigo da Wikipédia em inglês cujo título é «Romulus (son of Anthemius)», especificamente desta versão.